# 莊真由美
莊真由美（日语：／ Shō Mayumi，1965年2月5日—），日本女性實業家、前演員、前配音員。出身於東京都練馬區大泉學園町。KeKKe Corporation代表董事。丈夫是配音員難波圭一。身高156cm。O型血。

## 經歷
莊真由美畢業於練馬區立大泉第三小學、練馬區立大泉學園中學。她在大妻女子大學中野女子高等學校（現大妻中野高等學校）讀2年級的時候，課堂上分發了一本動畫雜誌，她讀了之後，發現了一篇對配音員的採訪，心想「哦，原來還有這樣的工作啊」。在那篇文章旁邊，她發現了一篇關於勝田久的配音課程的文章，並對這個行業產生了興趣。在此之前，她對配音一無所知，甚至從未想過要成為一名配音員。她立即回家並提出申請，「我想成為一名配音員，所以我想從明年春天開始一邊繼續我的高中學習，一邊參加配音訓練班」。父母非常驚訝。因為想讓她上大學，所以讓她就讀於大妻女子大學的附屬高中，但不知為何，她卻放棄了上大學，並惋惜地說「為了配音員這種奇怪的職業……」。她誠懇地、聲淚俱下地哀求，得到了父母的同意。她在勝田的配音學校學習了1年，高中畢業後，以2期生的身份進入青二塾東京校就讀。畢業後進入青二Production的Junior班，並被選為電視動畫《樹熊歷險記》（飾演咪咪）的常駐演員，作為配音員出道。
以前隸屬於青二Production。
她於1990年5月20日與難波圭一結婚（井上和彥等人出席了婚禮）後，她繼續工作，但從那年年底到1991年初，她因生育而放棄了除《美味大挑戰》中的栗田優子以外的所有角色。《美味大挑戰》終了之後，她於1992年一度引退。當時，她曾向丈夫和業內人士表達了自己的想法，說「我想看看事情進展如何，然後在合適的時候回來」。然而，她仍然不定期地繼續自己的活動，出現在電視《美味大挑戰》的特別篇、遊戲《QUOVADIS 2 ～惑星強襲奧凡·雷～》、難波主演的OVA以及難波經營的劇團的舞台劇中。特別是她每年至少參加一次戲劇演出。
之後，她因「孩子們的成長」、「當時相關人員要求復出」、「粉絲們的要求」等原因，於1990年代後半正式復出。復出後的第一個正式角色是1997年《夢之蠟筆王國》中的武烈女王。
現任Kekke Corporation的董事，2010年起擔任松濤演員文理中學配音部門的主任講師。現已完全退出配音界，並致力於培養新人配音員。
雖然自引退後就再也沒有公開露面，但在2024年，她作為特邀嘉賓特別出席了與她共同出演《美味大挑戰》的井上和彥的50週年公演後座談會（8月23日）。

## 逸事

### 聲質
在《奇天烈大百科》中，本多知惠子被選中代替莊真由美來飾演美美，這次交接常被譽為「流暢過渡，毫無違和感」的典範。原作者藤子·F·不二雄曾以自己是《奇天烈大百科》動畫版的忠實粉絲而自豪，他表示自己「甚至都沒注意到」。
此外，在日清雞肉拉麵的廣告中，莊真由美為姊姊配音，而本多則為妹妹配音，她們兩人為那些以姊妹身份出現的外國少女配音（本多實際上比莊真由美大兩歲）。

### 交友關係
- 出道時的訪談中，她曾表示自己最想成為像戶田惠子和藤田淑子那樣的配音員。在《貓♥眼》第2期第15話與她們共同出演後，她又與戶田共同出演了OVA《戰鬥吧!! 伊庫薩1》，並與藤田共同出演了《奇天烈大百科》。
- 後來，她談到錄製《七龍珠》時宮內幸平對她循序漸進的演技指導，認為那是一段令人難忘的逸事。除了這部動畫之外，她還與宮內幸平合作了許多其他作品，包括《愛的小婦人物語》、《魯邦三世：風魔一族的陰謀》。
- 久川綾在書中提到莊真由美是她最敬佩的配音員之一。她還提到了自己在青二塾學習時的一件事，當時老師對她說「莊還是（青二塾）學生時，用各種不同的方式學習」。

### 其它
- 中學和高中時期曾經參加合唱團[4]。
- 她曾演出的廣告，不僅擔任旁白，也有露臉。在出道成為配音員之前，她還在多部電視劇中出演過配角。
- 在她扮演過的所有角色中，她列出了與一堂霧、貝絲、栗田優子和琪琪這些角色最自然、也是她最喜歡的角色（雖然很難在所有角色中選出最喜歡的一個，但她只有在必要時才會這麼說）[來源請求]。
- 在《愛的小婦人物語》中，她與扮演四姊妹的其他配音員一起演唱了第2首片頭曲。另外，雖然她沒有在《Bug甜心（日语：Bugってハニー）》裡擔任固定角色出場（在劇場版和第11、19、44話中客串），但她獨自演唱了第2首片頭曲。此外，她也為多部動畫和遊戲演唱角色歌曲。
- 興趣：有氧運動、游泳[8]。

## 繼任
莊真由美休業後，以下人員接替了這些角色：
| 繼任       | 角色名       | 概要作品           | 代演、繼任初次擔當作品                          |
| ---------- | ------------ | ------------------ | ----------------------------------------------- |
| 渡邊菜生子 | 琪琪         | 《七龍珠Z》        | 《七龍珠Z：超級賽亞人孫悟空》                   |
| 本多知惠子 | 野野花美代子 | 《奇天烈大百科》   | 1991年4月28日播出集數                           |
| 潘惠子     | 拉麵天使     | 《麵包超人》       |                                                 |
| 富澤美智惠 | 芹澤未來     | 《超真實麻雀PIII》 | 移植版                                          |
| 澤村真希   | 庫姆         | 《機動戰士Z鋼彈》  | 《機動戰士Z鋼彈II：A New Translation -戀人們-》 |
| 木村亞希子 | 魔女露卡     | 《小魔女DoReMi》   | Blu-ray BOX 初回生產限量版特典廣播劇CD「」      |

## 演出
粗體字表示主要角色。

### 電視動畫
1984年
- 貓♥眼（花嫁）
- 樹熊歷險記（日语：コアラボーイコッキィ）（咪咪[12]）

1985年
- 福星小子 (1981年版)
- 機動戰士Z鋼彈（庫姆、Haro、琪卡·小林）
- 鬼太郎 (第3作)（1985年—1987年，少女、少年A、真紀、君子、香織、花子、阿爾梅拉、桃子、Hi族女兒）
- 金比羅小子（日语：コンポラキッド）（有見衣音[13]）
- 莎拉公主（旁白）[注 2]
- 超獸機神斷空我（護士[注 3]）
- 哆啦A夢 (大山羨代版)（伊藤翼〈初代〉、「樵夫之泉」女神）

1986年
- 愛少女波麗安娜物語（蜜莉·史諾）
- 宇宙船人馬座（日语：宇宙船サジタリウス）（莉芙〈初代〉）
- 機動戰士鋼彈ZZ（庫姆、Haro）
- 銀牙 -流星 銀-（船客B）
- 七龍珠（1986年—1989年，琪琪、美莎公主）
- 高校！奇面組（日语：ハイスクール!奇面組）（1986年—1987年，一堂霧）
- Bug甜心（日语：Bugってハニー）（1986年—1987年，舞 等）
- 楓葉鎮物語（黛安娜[14]、米克）
- 相聚一刻（音無郁子）
- Wonder Beat Scramble（日语：ワンダービートS）（麻由美）

1987年
- 愛的小婦人物語（伊麗莎白·馬區〈貝絲〉[15]）
- 赤光彈茲里安（日语：赤い光弾ジリオン）（賽西爾）
- 超能力魔美（妮娜）
- 橙路（小田久美子、川圓的部下、女、太妹）
- 城市獵人（稚姬）
- 之後頓珍漢（日语：ついでにとんちんかん）（照子）
- 新楓葉鎮物語 棕櫚鎮篇（老師、蘇、黛安娜、米克、喬喬）
- 淑女小琳!!（日语：レディ!!#レディレディ!!）（瑪莉·維貝利[16]）

1988年
- 美味大挑戰（1988年—1993年，栗田優子（日语：栗田ゆう子）[17]）1系列 + 特別篇2作品
- 假面忍者 赤影（繭姬）
- 奇天烈大百科（1988年—1991年，美美／野野花美代子〈初代〉、小美代〈初代〉、幽靈）
- 小公子西迪（旁白）
- 麵包超人（拉麵天使〈初代〉）
- 超音戰士Borgman（少女A）
- 變形金剛：超神 Master Force（瑪莉）
- 妳好！淑女小琳（日语：レディ!!#ハロー！レディリン）（凱莎琳·貝克）
- 聖魔大戰（1988年—1989年，如面善薩／如面幻神）
- 甜蜜小天使 (1988年版)（冬木春子、鏡子精靈、尾手戶雛子）
- 燃燒吧！哥哥（女學生B、人魚御由美）

1989年
- 惡魔君（奇拉拉）
- 七龍珠Z（1989年—1990年，琪琪〈初代〉）
- 魔法使莎莉 (1989年版)（夢想）

1990年
- 魔動王Granzort（夏貝特）

1992年
- 蠟筆小新（四萬末良子）

1994年
- 七海的堤可（旁白）

1996年
- 烏龍派出所（麻里今日子〈第2代〉）

1997年
- 玩偶遊戲（美代子）
- 櫻桃子劇場 可吉可吉（1997年—1999年，旁白、雛子）
- 夢之蠟筆王國（武烈女王）

1998年
- 吸血姬美夕（美夕的母親）
- 金田一少年之事件簿（鳥丸奈緒子）
- 天才小魚郎RV（瑪琳）
- 甜蜜小天使 (1998年版)（陳夫人）

1999年
- 小魔女DoReMi（1999年—2002年，魔女露卡、日本舞老師、魔女米拉、美香奶奶）4系列
- 週刊故事樂園（日语：週刊ストーリーランド）（旁白）

2000年
- 仙魔大戰2000（日语：ビックリマン2000）（動平格拉默）
- 名偵探柯南（2000年—2006年，鴻上舞衣、遠野百合子）

2001年
- 頑皮小白貂（悠太的母親、隔壁漫畫家）
- 破邪巨星G彈劾凰（米亞·艾莉絲）

2003年
- 銀河鐵道物語（萊莎·金）
- 魔法少年賈修（雪莉·貝爾蒙特的母親）

2004年
- 光之美少女（2004年—2005年，美墨渚的母親〈美墨理惠〉）2系列

2005年
- 甲蟲王者 森林居民的傳說（巴比[18]）

2006年
- 怪醫黑傑克（花村和惠）
- 歡迎加入N·H·K！（佐藤靜枝）

2007年
- 暗夜魔法使 The ANIMATION（赤羽吳葉的母親）
- 戀愛情結（海坊主的新娘）

### 電影動畫
1985年
- 企鵝記憶幸福故事（日语：ペンギンズ・メモリー 幸福物語）（貝琪）

1986年
- 劇場版 楓葉鎮物語（日语：メイプルタウン物語 (1986年の映画)）（黛安娜）

1987年
- 聖鬥士星矢：邪神艾莉絲（相澤繪梨衣）
- Bug甜心：梅加羅姆少女舞4622（日语：Bugってハニー）（舞[19]）
- 新楓葉鎮物語 棕櫚鎮篇 ～你好！新的小鎮～（日语：新メイプルタウン物語 パームタウン編 (1987年の映画)）（黛安娜）
- 魯邦三世：風魔一族的陰謀（墨繩紫）

1988年
- 超能力魔美：星空上的跳舞娃娃（水谷朋子）
- 劇場版 機動戰士SD鋼彈（日语：機動戦士SDガンダム）（Haro）
- 機動戰士鋼彈 逆襲的夏亞（崔敏·諾亞）
- （品川賴子）
- 相聚一刻 完結篇（音無郁子）
- 劇場版 淑女小琳!!（日语：レディ!!#レディレディ!!）（瑪莉）

1989年
- 麵包超人：亮晶晶星的眼淚（日语：それいけ!アンパンマン キラキラ星の涙）（拉麵天使[20]）
- 七龍珠Z：把我的悟飯還來!!（日语：ドラゴンボールZ (1989年の映画)）（琪琪[21]）

1990年
- 七龍珠Z：世上最強之人（日语：ドラゴンボールZ この世で一番強いヤツ）（琪琪[22]）
- 七龍珠Z：地球超級大決戰（琪琪[23]）

1999年
- 哆啦A夢：大雄的宇宙漂流記（佛蕾亞）

### OVA
1985年
- 戰鬥吧!! 伊庫薩1（加納渚）
- 無限地帶23（夢叶舞）

1986年
- Wanna-Be's（日语：ウォナビーズ）（夢想天使）
- 金肉人的交通安全（少年D）
- DELPOWER-X 爆發奇蹟元氣!!（日语：デルパワーX 爆発みらくる元気!!）（秋瀨弘子）

1987年
- 天才寶貝熊（日语：かってにシロクマ）（瓜坊）
- 禁斷默示錄 水晶三角（日语：禁断の黙示録 クリスタル・トライアングル）（香月美奈）
- 超獸機神斷空我 GOD BLESS DANCOUGA（道那賀小百合）
- 大魔獸激鬥 鋼之鬼（日语：大魔獣激闘 鋼の鬼）（莉茲）
- TWD EXPRESS ROLLING TAKEOFF（日语：TWD EXPRESS#OVA）（莉娜）
- Space Fantasia 2001夜物語（日语：2001夜物語）（莫里森）
- 破邪大星彈劾凰（日语：破邪大星ダンガイオー）（米亞·艾莉絲）
- 泡泡糖危機 PART4 REVENGE ROAD（直美）

1988年
- 惡魔新娘 蘭之組曲（日语：悪魔の花嫁）（伊布美奈子）
- 蘋果核戰（仁美）
- 宇宙家族卡爾賓（日语：宇宙家族カールビンソン）（科羅納）
- 吸血姬美夕（爛佳）
- GALL FORCE 3 STARDUST WAR（日语：ガルフォース）（西爾地）
- 機動警察Patlabor（欄佳）
- 機動戰士SD鋼彈（日语：機動戦士SDガンダム）（Haro）
- 冥王計劃傑歐萊馬（幽羅帝）

1989年
- 青炎（日语：青き炎 (漫画)）（海津操）
- 海闇月影（日语：海の闇、月の影）（小早川流風）
- 機動戰士SD鋼彈MARK-II（日语：機動戦士SDガンダム）（崔敏·諾亞）
- 橙路 白色戀人（幽靈女孩）
- 星貓滿屋（嘉奈特）
- 朱鷺色怪魔（日语：朱鷺色怪魔）（雷鳴〈月村鳴〉、月村麻穗）
- （葵）
- 無限地帶23 III（雅各布的秘書）

1990年
- （築山文子[24]）
- 超真實麻雀▽霞▽美紀▽Syo子的初次見面（日语：スーパーリアル麻雀）（芹澤未來）
- 寂寞的宇宙戰爭（日语：ひとりぼっちの宇宙戦争）（惠美[25]）
- 花之飛鳥組！2 孤獨的貓大逃殺（日语：花のあすか組!#OVA2）（由香理）

1994年
- 不良少年烈風隊5 血的法則！遠州血獄一家（日语：ヤンキー烈風隊）（戀沼真梨）

1996年
- 不良少年烈風隊6（日语：ヤンキー烈風隊）（戀沼真梨）

2000年
- 怪醫黑傑克（都築摩知子）

2004年
- 小魔女DoReMi 童年秘密篇（魔女莉卡）

### 遊戲
1988年
- 超真實麻雀PIII（日语：スーパーリアル麻雀#スーパーリアル麻雀PIII）（芹澤未來〈初代〉）

1989年
- 伊蘇I、II（日语：イースI・II#PCエンジン版）（蕾兒）[注 4]
- 戰斧（王妃）

1990年
- 死亡使者（日语：デスブリンガー）（克勞蒂亞）
- Final Zone（琳·桃子）

1992年
- 死亡使者 深藏不露的紋章（日语：デスブリンガー）（克勞蒂亞）

1997年
- QUOVADIS 2 ～星球大戰奧凡·雷～（日语：QUOVADIS 2〜惑星強襲オヴァン・レイ〜）（克莉絲）

1998年
- Falcom Classics 2（蕾兒、塔爾芙·哈達爾）

2000年
- NEUES（凱蒂·阿爾第亞）
- Final Zone II（琳·桃子）

2002年
- 小魔女DoReMi 大合奏！彩虹色樂園（魔女米拉）
- 超級機器人大戰IMPACT（日语：スーパーロボット大戦IMPACT）（米亞·艾莉絲）

2003年
- 七龍珠Z（日语：ドラゴンボールZ (ゲーム)）（琪琪）

### 外語配音

#### 電影
- 大魔域（女皇〈塔米·絲托納琪（英语：Tami Stronach）〉）※影碟版。

#### 電視影集
- 霹靂遊俠 (第3季)

### CD
- 卡式錄音帶文庫 冒險！伊庫薩3（加納渚）
- 伊庫薩1 黃金戰士（蘿拉公主）
- 冒險！伊庫薩3 久等了、誕生！伊庫薩3（加納渚的母親）
- 破邪大星彈劾凰（日语：破邪大星ダンガイオー） 彈劾凰對伊庫薩1 宇宙大激突！（米亞·艾莉絲）
- 歌姬們的前奏曲（女教師、賢者A）
- 卡式錄音帶的傳言（少女）
- 角川卡式錄音帶書 機動戰士鋼彈 逆襲的夏亞 貝托蒂嘉的子嗣（葵絲·帕拉亞）
- 橙路
- 吸血鬼獵人D 妖殺行（蕾拉）
- 春江月花嫁曲（日语：きらきら馨る）（栞）
- 金田一耕助的冒險2（日语：金田一耕助の冒険）（小山田美代子）
- Crashers Knight&Ran（山岸曉子）
- 西風戰記
- 前往星星的船（日语：星へ行く船）（森村步美）
- 獸裝機攻斷空我 廣播劇CD EXTRA MISSION 2「對著雪原嚎叫吧！ 獸戰機」（乩屋老闆娘）
- 優&魅衣（日语：優&魅衣#イメージアルバム）（大矢藍）
- 羅德斯島戰記（利蒂亞）

### 電視劇
- 新·飛翔的情侶2（日语：翔んだカップル#新・翔んだカップル）

### 廣播劇
- 幻奏戰記RuLiLuRa（日语：幻奏戦記RuLiLuRa）（女教師、賢者A）

### 舞台
- 戀之天秤
- 夜叉
- 恩尼格瑪變奏曲[26]

### 其它
- 超能力魔美 試映片（佐倉魔美）
- 來自源氏物語「桐壺」（朗讀）
- 兒童人偶劇場（日语：こどもにんぎょう劇場）「最後一片常春藤葉」（須）
- 三麗鷗彩虹樂園（艾美）
- 三麗鷗和諧樂園（日语：ハーモニーランド）（艾美）

## 音樂
- （《MEGAZONE23 II 這·是·秘密》）※與富永美衣奈、川村萬梨阿演唱。
- （《MEGAZONE23 II 這·是·秘密》）※與富永美衣奈、川村萬梨阿演唱。
- （《MEGAZONE23 II 這·是·秘密》）※與川村萬梨阿演唱。
- （《愛的小婦人物語》OP）※與潘惠子、山田榮子、佐久間玲演唱。
- （《超真實麻雀▽霞▽美紀▽Syo子的初次見面（日语：スーパーリアル麻雀）》）
- 卒業 ～GRADUATION～（《超真實麻雀▽霞▽美紀▽Syo子的初次見面》ED）※與山本百合子、柴田由美子（日语：柴田由美子 (声優)）演唱。
- （《七龍珠Z》）※與野澤雅子二重唱。
- （《七龍珠Z》）※只參加對白部分。
- 多角形物語（優&魅衣）※與鹽屋翼、川浪葉子、江森浩子演唱。
- RAINY LOVE（《戰鬥吧!! 伊庫薩1 ACT-II 伊庫薩Σ的挑戰》）
- （《Bug甜心／Bug甜心：梅加羅姆少女舞4622（日语：Bugってハニー）》ED）

## 腳註

## 外部連結
- KeKKe Corporation公式官網 （日語）